# セレベスパームシベット
セレベスパームシベット（Macrogalidia musschenbroekii）は、ジャコウネコ科セレベスパームシベット属に分類される食肉類。本種のみでセレベスパームシベット属を構成する。

## 分布
インドネシア（スラウェシ島）固有種

## 形態
頭胴長（体長）65 - 100センチメートル。尾長44.5 - 62センチメートル。体重オス6.1キログラム、メス3.8 - 4.5キログラム。全長ではジャコウネコ科最長種とされ、属名Macrogalidiaは「大きなイタチ」の意。全身は短い体毛で密に被われる。頸部の体毛は前方へ向かう。眼の周囲には灰色の斑点が入る。背面は赤褐色や暗褐色で、背面後部や体側面に淡色の斑点が並ぶ。胸部は赤みを帯びる。尾は褐色で、背面には輪状に10本の暗色斑が入る。
指趾の間には水かきがある。生殖器に臭腺（会陰腺）がある。
乳頭数は4。

## 分類
本種の化石が発見された例もあり、原始的な形態を残した種だと考えられている。

## 生態
標高2,600m以下にある多雨林や雲霧林に生息する。半樹上棲で地表でも活動するが、樹上にも登る。単独で生活する。
食性は動物食傾向の強い雑食で、小型哺乳類、果実などを食べる。家禽や家畜の幼獣を襲うこともある。。

## 人間との関係
開発による生息地の破壊などにより生息数は減少している。